# Departamento de Transporte de Kansas
El Departamento de Transporte de Kansas (en inglés: Kansas Department of Transportation, KDOT) es la agencia estatal gubernamental encargada en la construcción y mantenimiento de toda la infraestructura ferroviaria, carreteras estatales; así como sus federales, locales e interestatales, y transporte aéreo del estado de Kansas. La sede de la agencia se encuentra ubicada en Topeka, Kansas y su actual director es Deb Miller.

## Organización
- Secretary of Transportation
  - Deputy Secretary of Transportation and State Transportation Engineer
    - Planning and Development Division
    - Aviation Division
    - Engineering and Design Division
    - Operations Division
      - Distrito 1 - Topeka[3]
      - Distrito 2 - Salina[4]
      - Distrito 3 - Norton[5]
      - Distrito 4 - Chanute[6]
      - Distrito 5 - Hutchinson[7]
      - Distrito 6 - Garden City[8]

  - Deputy Secretary of Transportation for Finance and Administration
    - Finance Division
    - Administration Division

  - Special Assistant to the Secretary and Director of Public Affairs
  - Chief Counsel
  - Inspector General